# Oonops triangulipes
Oonops triangulipes là một loài nhện trong họ Oonopidae.
Loài này thuộc chi Oonops. Oonops triangulipes được Ferdinand Karsch miêu tả năm 1881.